# Franziskus von Bettinger
Franziskus Alfred von Bettinger, também conhecido por Franz von Bettinger, (Landstuhl, 17 de setembro de 1850 - Munique, 12 de abril de 1917) foi um cardeal alemão e arcebispo católico romano da Arquidiocese de Munique e Freising de 1909 a 1917.